# Kuźnica Żytniowska
Kuźnica Żytniowska – osada w Polsce położona w województwie opolskim, w powiecie oleskim, w gminie Rudniki, w sołectwie Jelonki.
W latach 1975–1998 miejscowość położona była w województwie częstochowskim.